# Catherine Heymans
Catherine Heymans (née en 1978 ou 1979) est une astrophysicienne britannique, astronome royale d'Écosse et professeure à l'université d'Édimbourg basée à l'observatoire royal d'Édimbourg,,,.

## Jeunesse
Heymans est née et a grandi à Hitchin, dans le Hertfordshire, et a fait ses études à la Hitchin Girls' School (en),.
Elle a obtenu une Master of Physics (en) de première cycle de l'université d'Édimbourg en 2000. En 2003, elle a obtenu son doctorat de l'université d'Oxford pour des recherches, supervisées par Lance Miller, et en collaboration avec Alan Heavens, sur les lentilles gravitationnelles.

## Carrière et recherche
Elle a remporté une série de bourses à l'Institut Max-Planck d'astronomie, à l'université de la Colombie-Britannique, à l'Institut d'astrophysique de Paris et à l'université d'Édimbourg[pas clair]. En 2009, elle a reçu une bourse de démarrage du Conseil européen de la recherche (ERC) et a ensuite été nommée maître de conférences à l'université d'Édimbourg.
Heymans est surtout connue pour ses travaux sur l’utilisation de la technique de lentille gravitationnelle faible pour en apprendre davantage sur l’Univers. Elle a dirigé le concours du programme d'essais de cisaillement STEP1 et codirige la collaboration en matière de lentilles de l'observatoire Canada-France-Hawaï,.
Heymans est l'une des responsables du projet Kilo-Degree Survey (KiDS) de l'Observatoire européen austral (ESO). En 2018, elle a reçu le prix de recherche Max Planck-Humboldt, d'une valeur de 1,5 million d'euros et financé par des fonds du ministère fédéral allemand de l'Éducation et de la Recherche (BMBF). Le prix est décerné conjointement par la société Max-Planck et la Fondation Alexander von Humboldt. Le prix servira à créer le Centre allemand de lentilles cosmologiques à l'université de la Ruhr à Bochum,.
Heymans enseigne dans le cadre du cours en ligne ouvert et massif (MOOC) de Coursera sur AstroTech: The Science and Technology behind Astronomical Discovery. Ses recherches ont été financées par le Science and Technology Facilities Council (STFC).

### Prix et distinctions
En 2017, Heymans a reçu la bourse George Darwin (en) de la Royal Astronomical Society. [ 16 ] En 2018, elle a été élue membre de la Royal Society of Edinburgh (FRSE).
En mai 2021, elle est devenue la première femme nommée astronome royal d'Écosse et la 11e personne à occuper ce poste.

## Vie personnelle
Heymans a un partenaire et trois enfants. Son partenaire s'est porté volontaire pour s'occuper de la majeure partie des enfants. En mars 2022, elle a contracté la COVID long. En mai 2023, elle souffre toujours du COVID long, mais a pu poursuivre certaines activités de recherche en travaillant par à-coups d'une demi-heure.